# Кастел'Ацара
Кастел'Ацара (итал. Castell'Azzara) је насеље у Италији у округу Гросето, региону Тоскана.
Према процени из 2011. у насељу је живело 980 становника. Насеље се налази на надморској висини од 801 м.

## Становништво
| 1931. | 1936. | 1951. | 1961. | 1971. | 1981. | 1991. | 2001. | 2011. |
| ----- | ----- | ----- | ----- | ----- | ----- | ----- | ----- | ----- |
| 3.934 | 3.586 | 3.739 | 3.741 | 2.974 | 2.387 | 2.105 | 1.826 | 1.601 |